# 미즈노 가쓰나가
미즈노 가쓰나가(일본어: 水野勝長, 1679년 ~ 1704년)는 에도 시대 중기의 다이묘이다. 노토 니시야치번주, 시모사 유키번 초대 번주를 지냈다. 미즈노 종가(水野宗家) 제6대 당주. 혈연적으로 종가 시조이자 빈고 후쿠야마번 초대 번주 미즈노 가쓰나리의 증손에 해당한다.
친부는 하타모토 미즈노 가쓰나오(水野勝直)이며 친조부는 시조 가쓰나리의 막내 아들 미즈노 가쓰타다(水野勝忠)이다. 양부이자 재종질인 미즈노 가쓰미네의 가독을 이어받았다.
| 전임 미즈노 가쓰미네 | 미즈노 종가 당주 1698년 ~ 1704년 | 후임 미즈노 가쓰마사 |

|  | 니시야치번 번주 (미즈노 가) 1698년 ~ 1700년 | 후임 폐번 |

| 전임 (유키 히데야스) | 제1대 유키 번 번주 (미즈노 가) 1700년 ~ 1704년 | 후임 미즈노 가쓰마사 |